# Saúl Coco
Saúl Basilio Coco-Bassey Oubiña (Lanzarote, España, 9 de febrero de 1999) es un futbolista hispano-ecuatoguineano que juega como defensa central en el Torino F. C. de la Serie A de Italia y en la selección ecuatoguineana.

## Trayectoria
Sus inicios en el fútbol fueron en el Club Deportivo Orientación Marítima, a las órdenes de su propio padre, el entrenador y exfutbolista ecuatoguineano Basilio Coco-Bassey Eyanga. En julio de 2016, aun en edad juvenil, pasó a las filas del R. C. D. Espanyol. En la temporada 2018-19 fue cedido al U. A. Horta.
En julio de 2019 se incorporó a Las Palmas "C", segundo filial de la U. D. Las Palmas, en el grupo XII de la Tercera División de España. En febrero de 2020 sufrió una aparatosa lesión al chocar contra una pared de hormigón del fondo del campo, fracturándose ambas muñecas.
En la temporada siguiente pasó al primer filial en Segunda B. El 9 de noviembre fue convocado por primera vez con el primer equipo. Debutó en un partido de Copa ante el Varea el 17 de diciembre de 2020. En la temporada 2020-21 mantuvo la ficha con el filial en Segunda División RFEF, pero entrena con la primera plantilla.
A partir de marzo de 2022 se hizo un hueco en las alineaciones del club amarillo y encadenó varias actuaciones como titular. En junio de 2022 renovó su contrato hasta 2025. En la temporada 2022-23 fue una de los jugadores fundamentales en el ascenso de la U. D. Las Palmas a Primera División de España, participó en 34 partidos, 22 de los cuales terminaron con la portería a cero.
La siguiente temporada en la que debutó en la máxima categoría del fútbol español, siguió siendo titular y consiguió el mejor gol del mes de octubre de La Liga. El 17 de julio de 2024 fue traspasado al Torino de la Serie A de Italia, estimándose dicho traspaso en 7,5 millones de euros más 2,5 en variables y firmando por cuatro años.

## Selección
Bajo el reconocimiento de la FIFA, Saúl Coco jugó su primer partido con Guinea Ecuatorial el 9 de octubre de 2017, en un amistoso ganado frente a Mauricio. Un mes antes, había hecho su debut original participando en la derrota contra Benín, pero fue invalidado y el partido de carácter amistoso retirado del calendario FIFA porque el árbitro era ecuatoguineano.
El 7 de octubre de 2021, cuatro años después de su primer partido, se estrenó como goleador marcando uno de los dos goles de Guinea Ecuatorial que sirvieron para ganar a Zambia en un encuentro de clasificación para el Mundial 2022. Antes de acabar el año fue convocado para participar en la Copa Africana de Naciones 2021. En el torneo disputó los cinco partidos como titular, cayendo en cuartos de final ante Senegal.

## Vida privada
Su familia paterna es de Guinea Ecuatorial (salvo su abuelo paterno, que es nigeriano), mientras que su familia materna es de España. Es hermano de Dariam Coco, modelo y actriz.

## Clubes
| Club                 | País   | Año       |
| -------------------- | ------ | --------- |
| U. A. Horta          | España | 2018-2019 |
| U. D. Las Palmas "C" | España | 2019-2020 |
| Las Palmas Atlético  | España | 2020-2021 |
| U. D. Las Palmas     | España | 2021-2024 |
| Torino F. C.         | Italia | 2024-     |